# 1,3-Dipole
1,3-Dipole – rodzaj organicznych związków chemicznych posiadających układ czterech elektronów π zdelokalizowanych na trzech sąsiadujących atomach. Są komponentami reakcji 1,3-dipolarnej cykloaddycji. Fragment 1,3-dipola  wprowadzany do reakcji składa się z 3 atomów. Najczęściej elementami tego fragmentu są atomy: węgla, azotu, tlenu, siarki, a przykładowe związki tego typu to azydki, ozon, związki nitrowe, związki diazowe i in. 1,3-Dipole, ze względu na geometrię fragmentu reaktywnego dzielą się na dwie grupy: połączenia typu allenowego (fragment reaktywny jest liniowy) oraz allilowego (fragment reaktywny jest ugięty).

## 1,3-Dipole typu allenowego
| N-Tlenki nitryli | Azydki | Diazozwiązki |
| ---------------- | ------ | ------------ |
|                  |        |              |

## 1,3-Dipole typu allilowego
| N-Tlenki imin | Tiokarbonyloylidy | Azometynoylidy |
| ------------- | ----------------- | -------------- |
|               |                   |                |

Większość 1,3-dipoli to związki nietrwałe. Tak np. diazozwiązki w obecności światła łatwo tracą cząsteczkę azotu w wyniku czego powstają reaktywne karbeny. Światłoczułe są także nitrony, które ulegają w tych warunkach cyklizacji do oksazyryn. N-tlenki nitryli z kolei już w temperaturze pokojowej łatwo dimeryzują z utworzeniem furoksanów. Do trwałych 1,3-dipoli należą azydki (por. AZT).